# Amolops cucae
Amolops cucae är en groddjursart som först beskrevs av Bain, Stuart och Orlov 2006.  Amolops cucae ingår i släktet Amolops och familjen egentliga grodor. IUCN kategoriserar arten globalt som otillräckligt studerad. Inga underarter finns listade i Catalogue of Life.

## Bildgalleri